# Томсон (город, Миннесота)
Томсон (англ. Thomson) — бывший город в округе Карлтон, штат Миннесота, США. На площади 5,8 км² (4,9 км² — суша, 0,9 км² — вода), согласно переписи 2002 года, проживали 153 человека. Плотность населения составляла 31,4 чел./км². В 2015 году вошёл в состав города Карлтон.
- FIPS-код города — 27-64750[1]
- GNIS-идентификатор — 0653168[2]